# 諫早市の地名
諫早市の地名では、長崎県諫早市の地名の一覧を記す。町名の後の（）内は町名設置前の字名。

## 旧諫早市

### 町名設置前の名
1940年の諫早市（初代）発足時点は、旧諫早町の地区以外の全域に名または大字が設置されていた。旧諫早町の区域は甲〜丁の4地区に分割されていた（明治期は1〜4丁目の表記も用いていたという）。以下、名・大字の一覧を列挙する。
旧諫早町
- 甲（平成初期）
- 乙（平成初期）
- 丙（平成初期）
- 丁（1965年）

旧諫早村（1924年、諫早町に合併）
- 宇都名（1998年頃、うづ）
- 仲沖名（平成初期）
- 原口名（1998年頃）
- 船越名（1998年頃）

旧北諫早村（1924年、諫早町に合併）
1927年に大字が廃止となり、改称している。
- 栄田本村名→栄田名（2011年、えいだ）
- 栄田永昌名→永昌名（1980年、えいしょう）
- 下本明本村名→本明名（1970年）
- 下本明目代名→目代名（1970年）
- 下本明輪内名→輪内名（1970年、わうち）
- 福田→福田名（1970年）

旧小栗村
1889年に小川村・栗面村（くれも）が合併してできたため、この2村を継承した大字を冠していた。なお、小ヶ倉名のみ、江ノ浦村から編入された地区であったが、同名のみ大字が設置されなかった。
- 小川本村名（1970年）
- 小川川床名（1970年）
- 小川鷲崎名（1970年）
- 栗面土師野尾名（1970年）
- 栗面平山名（1970年）
- 栗面本村名（1998年頃）
- 小ヶ倉名（1970年）

旧小野村
1889年に小野、小野島、河内町、長野、宗方の5村が合併してできたため、この5村を継承した大字からなっていた。このうち小野・小野島の2大字のみ、名が設置されていた。
- 小野赤崎名（1970年）
- 小野新田名（1970年）
- 小野黒崎名（1970年）
- 小野本村名（1970年）
- 小野島中田名（1970年）
- 小野島西川向名（1970年）
- 小野島東川向名（1970年）
- 川内町[3]（1970年）
- 長野（1970年）
- 宗方（1970年）

旧有喜村
旧諫早市として合併した町村の中で唯一、明治の大合併を経験しておらず、町名設置まで大字をもたなかった。
- 古場名（1970年）
- 里名（1970年）
- 鶴田名（1970年）
- 中通名（1970年）
- 早見名（1970年）
- 船津名（1970年）

旧本野村
1889年に大渡野村・中本明村が合併してできたため、この2村を継承した大字を冠していた。
- 大渡野古場名（1970年）
- 大渡野里名（1970年）
- 中本明古場名（1970年）
- 中本明本村名（1970年）
- 中本明湯野尾名（1970年）

旧長田村
1889年に西長田村・東長田村が合併してできたため、この2村を継承した大字を冠していた。
- 西長田小豆崎名（1970年）
- 西長田大古場名（1970年）
- 西長田古場名（1970年）
- 西長田里名（1970年）
- 東長田白木峰名（1970年）
- 東長田白原名（1970年）
- 東長田正尾名（1970年、しょうお）
- 東長田道上名（1970年）
- 東長田向浜名（1970年）

旧真津山村
1889年に貝津、真崎、久山の3村が合併してできたため、この3村を継承した大字からなっていた。このうち久山以外は名が設置されていた。
- 貝津小船越名（1973年、おぶなこし）
- 貝津本村名（1973年）
- 久山（1973年、くやま）
- 真崎津水名（1973年）
- 真崎本村名（現存）
- 真崎破籠井名（2011年、わりごい）

### 町名設置
1951年から現在にかけて、市内全域で本格的な町名設置が行われている。現在では名・大字はほぼ廃止されており、西部台造成の都合で真崎本村名の一部が残るのみとなっている。以下、地区別に表記する。

#### 中央
1951年
- 永昌東町（永昌名・宇都名、のちに栄田名の区域も編入）

1965年
- 泉町（輪内名）
- 城見町（輪内名）
- 高城町（乙・原口名）
- 天満町（輪内名・宇都名）
- 八天町（丁・輪内名、のちに福田町の一部を編入）
- 本町（乙・原口名）

1968年
- 金谷町（輪内名）

1970年
- 日の出町（輪内名・目代名、のちに目代町の一部を編入）
- 福田町（福田名・仲沖名）
- 目代町（目代名・輪内名）
- 本明町（本明名）

1974年
- 幸町（仲沖名・船越名）
- 栄町（甲・原口名・船越名）
- 東小路町（原口名）

1980年
- 宇都町（宇都名・永昌名・原口名・貝津小船越名・栗面本村名）
- 永昌町（永昌名・宇都名・栄田名）
- 栄田町（栄田名・永昌名）

（平成、年は不明）
- 旭町（丙・仲沖名）
- 上町（甲）
- 厚生町（船越名）
- 仲沖町（仲沖名）
- 東本町（乙）
- 八坂町（甲）

1998年頃
- 上野町（原口名・船越名）
- 新道町（原口名・宇都名・栗面本村名、しんみち）
- 立石町（原口名・船越名）
- 西郷町（原口名・船越名）
- 西小路町（原口名）
- 野中町（原口名）
- 原口町（原口名）
- 船越町（船越名）

2011年
- 西栄田町（栄田名）

#### 小栗
1970年
- 小川町（小川本村名）
- 川床町（小川川床名・長野、のちに長野町の一部を編入）
- 栗面町（栗面本村名）
- 小ヶ倉町（小ヶ倉名、のちに小川町・天神町・中通町の一部を編入）
- 土師野尾町（栗面土師野尾名）
- 平山町（栗面平山名・貝津小船越名）
- 鷲崎町（小川鷲崎名・小川川床名）

#### 小野
1970年
- 赤崎町（小野赤崎名・小野新田名）
- 小野町（小野本村名・宗方、のちに黒崎町の一部を編入）
- 小野島町（小野島中田名・小野島西川向名・小野島東川向名・小野本村名・川内町）
- 川内町（川内町・小野本村名・宗方）
- 黒崎町（小野黒崎名・小野新田名・小野赤崎名・小野島東川向名）
- 長野町（長野・川内町・小川川床名）
- 宗方町（宗方、のちに長野町の一部を編入）

なお、2008年に、諫早湾干拓事業により、当地区に面する中央干拓地区に町名が設置されている。
- 中央干拓

#### 有喜
1970年
- 有喜町（船津名、うき）
- 鶴田町（鶴田名）
- 天神町（古場名）
- 中通町（中通名）
- 早見町（早見名）
- 松里町（里名）

#### 本野
1970年
- 上大渡野町（大渡野古場名）
- 下大渡野町（大渡野里名）
- 富川町（中本明古場名）
- 本野町（中本明本村名、のちに目代町の一部を編入）
- 湯野尾町（中本明湯野尾名）

#### 長田
1970年
- 小豆崎町（西長田小豆崎名・西長田里名・仲沖名・福田名、のちに福田町の一部を編入）
- 大場町（西長田大古場名・西長田古場名）
- 御手水町（西長田古場名、おちょうず）
- 高天町（東長田正尾名）
- 猿崎町（東長田白原名）
- 正久寺町（東長田正尾名）
- 白木峰町（東長田白木峰名・東長田白原名・東長田正尾名・東長田向浜名・西長田古場名）
- 白浜町（東長田白原名・東長田正尾名）
- 白原町（東長田白原名）
- 中田町（西長田古場名・西長田小豆崎名・西長田里名）
- 長田町（東長田道上名・東長田向浜名・西長田里名）
- 西里町（西長田里名・西長田小豆崎名）

#### 真津山
1972年
- 白岩町（真崎本村名・貝津小船越名）
- 堂崎町（真崎本村名・貝津小船越名・貝津本村名）
- 中尾町（真崎本村名・貝津小船越名）
- 馬渡町（真崎本村名・貝津小船越名・貝津本村名、のちに小船越町と境界変更）
- 山川町（真崎本村名・貝津小船越名）

1973年
- 小船越町（貝津小船越名・貝津本村名・宇都名・栗面平山名・栗面本村名、のちに馬渡町と境界変更）
- 貝津町（貝津本村名）
- 久山町（久山）
- 津水町（真崎津水名）
- 若葉町（貝津本村名）

この時点で、真崎本村名・真崎破籠井名以外は廃止される。その後、両名以外からはすでに町名設置済みの町から新町名が設置された。
1980年
- 津久葉町（貝津町・久山町・若葉町）

（平成、年は不明）
- 青葉台（貝津町・久山町・若葉町）
- 久山台（久山町）

2002年
- 堀の内町（真崎本村名）
- 真崎町（真崎本村名）

2011年
- 大さこ町（真崎本村名・栄田名、のちに西栄田町・破籠井町の一部を編入）
- 破籠井町（真崎破籠井名）

2013年
- 貝津ヶ丘（貝津町・青葉台・若葉町）

## 平成の大合併により諫早市域となった自治体
2005年（平成17年）に諫早市（初代）と新設合併した西彼杵郡多良見町、北高来郡森山町、飯盛町、高来町、小長井町の地名は○○町○○のように合併前の町名を冠した後に字名が付く。また、合併前は各々の字名の後に「名」(多良見町伊木力地区のみ「郷」)が付されていたが、合併時にこれらを削除している。（）内は合併前の字名を表す。

以降は、住所表記として用いられる地名の他に、行政上の単位で、自治会としても用いられる行政区の所属についても併記する。

### 多良見町
旧喜々津村
- 多良見町市布（市布名）

行政区: 上市、多良見団地、山中、下市(一部)、喜々津団地
- 多良見町囲（囲名）

行政区: 中里(一部)、木床1区(一部)、井樋ノ尾(一部)
- 多良見町木床（木床名、きどこ）

行政区:木床1～2区、喜々津船津
- 多良見町化屋（化屋名、けや）

行政区: 井樋ノ尾(一部)、丸尾1～2区、福井田、阿蘇、停車場、化屋、大島
- 多良見町中里（中里名）

行政区: 下市(一部)、喜々津団地(一部)、中里(一部)
- 多良見町西川内（西川内名）

行政区:西川内
- 多良見町シーサイド（合併時に化屋名が分立して成立）

行政区: シーサイド1～4区
旧大草村
- 多良見町西園（西園名）

行政区: 東西園(一部)
- 多良見町野副（野副名）

行政区: 野添
- 多良見町東園（東園名）

行政区: 東西園(一部)
- 多良見町元釜（元釜名）

行政区: 元釜
旧伊木力村
- 多良見町佐瀬（佐瀬郷）

行政区: 佐瀬、琴ノ尾
- 多良見町野川内（野川内郷）

行政区: 野川内
- 多良見町舟津（舟津郷）

行政区: 伊木力中通、田中、伊木力舟津
- 多良見町山川内（山川内郷）

行政区: 山川内

### 森山町
平成の大合併まで森山・井牟田・唐比（からこ）の3大字が存続していた。大字森山は森山を削除し、大字井牟田は旧大字名と「名」の名称を逆転させている。なお、旧大字唐比の3名は合わせて唐比行政区で、他地区は名ごとに行政区が置かれていることから、行政区は省略する。
- 森山町慶師野（森山慶師野名）
- 森山町杉谷（森山杉谷名）
- 森山町田尻（森山田尻名）
- 森山町本村（森山本村名）
- 森山町上井牟田（井牟田上名）
- 森山町下井牟田（井牟田下名）
- 森山町唐比北（唐比北名）
- 森山町唐比西（唐比西名）
- 森山町唐比東（唐比東名）

### 飯盛町
旧江ノ浦村
- 飯盛町上原（上原名）

行政区: 上原
- 飯盛町後田（後田名）

行政区: 後田、船津
- 飯盛町久保（久保名）

行政区: 久保
- 飯盛町佐田（佐田名）

行政区: 佐田
- 飯盛町下釜（下釜名）

行政区: 下釜
- 飯盛町中山（中山名）

行政区: 開(一部)、山口(一部)
- 飯盛町野中（野中名）

行政区: 山口(一部)、石原
- 飯盛町開（開名）

行政区: 開(一部)、小島
- 飯盛町平古場（平古場名）

行政区: 平古場
- 飯盛町山口（山口名）

行政区: 山口(一部)
旧田結村
- 飯盛町池下（池下名）

行政区: 池下
- 飯盛町川下（川下名）

行政区: 川下
- 飯盛町古場（古場名）

行政区: 古場
- 飯盛町里（里名）

行政区: 清水、寺平、田平

### 高来町
平成初期まで大字を冠していた（※は高来町として合併時に変更したことを示す）。
旧湯江町
- 高来町黒崎（湯江黒崎名 → 黒崎名）

行政区: 黒崎
- 高来町神津倉（湯江神津倉名 → 神津倉名）

行政区: 神津倉
- 高来町小峰（湯江小峰名 → 小峰名）

行政区: 小峰
- 高来町里（湯江里名 → 里名）

行政区: 里
- 高来町三部壱（湯江三部壱名 → 三部壱名）

行政区: 上三部壱、東三部壱、西三部壱
- 高来町善住寺（湯江善住寺名 → 善住寺名）

行政区: 善住寺
- 高来町法川（湯江法川名 → 法川名、のりがわ）

行政区: 法川
- 高来町東平原（湯江平原名 → 東平原名）

行政区: 東平原、湯江峰
- 高来町町名（湯江町名 → 町名）

行政区: 町名
- 高来町泉（※宇良泉名 → 湯江泉名 → 泉名）

行政区: 出水
- 高来町金崎（※宇良金崎名 → 湯江金崎名 → 金崎名）

行政区: 下金崎、上金崎
- 高来町汲水（※宇良汲水名 → 湯江汲水名 → 汲水名、くみず）

行政区: 汲水
- 高来町黒新田（※宇良黒新田名 → 湯江黒新田名 → 黒新田名、くろんた）

行政区: 黒新田、小中尾
- 高来町坂元（※宇良坂元名 → 湯江坂元名 → 坂元名）

行政区: 坂元
- 高来町水ノ浦（※宇良水ノ浦名 → 湯江水ノ浦名 → 水ノ浦名）

行政区: 水ノ浦
- 高来町溝口（※宇良溝口名 → 湯江溝口名 → 溝口名）

行政区: 東溝口、西溝口、馬場
- 高来町山道（※宇良山道名 → 湯江山道名 → 山道名）

行政区: 山道、上山道
旧小江村
- 高来町上与（小江上与名 → 上与名、うわぐみ）

行政区: 上与
- 高来町折山（小江折山名 → 折山名）

行政区: 折山
- 高来町下与（小江下与名 → 下与名、したぐみ）

行政区: 下与、倉床
- 高来町西平原（小江平原名 → 西平原名）

行政区: 西平原
- 高来町平田（小江平田名 → 平田名）

行政区: 平田
- 高来町峰（小江峰名 → 峰名）

行政区: 一里松、峰
- 高来町小船津（※犬木小船津名 → 小江小船津名 → 小船津名）

行政区: 中程、小船津
- 高来町西尾（※犬木西尾名 → 小江西尾名 → 西尾名、にしのお）

行政区: 西尾
- 高来町小江干拓（2008年、諫早湾干拓事業により新しくできた字）

行政区: (不明)
旧深海村
- 高来町古場（深海古場名 → 古場名）

行政区: 萩原、榎堂
- 高来町建山（深海建山名 → 建山名）

行政区: 建山
- 高来町船津（深海船津名 → 船津名）

行政区: 高松、川内、蟹喰、船津、佐古谷
- 高来町大戸（※藤田尾大戸名 → 深海大戸名 → 大戸名）

行政区: 上大戸、下大戸
- 高来町冨地戸（※藤田尾冨地戸名 → 深海冨地戸名 → 冨地戸名、ふじと）

行政区: 冨地戸

### 小長井町
1959年まで大字を冠していた。
- 小長井町打越（長里打越名 → 打越名）
- 小長井町大搦（長里大搦名 → 大搦名、おおからみ）
- 小長井町大峰（長里大峰名 → 大峰名）
- 小長井町川内（長里川内名 → 川内名）

以上4名は合わせて長里行政区である。
- 小長井町古場（長里古場名 → 古場名）- 行政区名は「広川良」。
- 小長井町牧（長里牧名 → 牧名）
- 小長井町小川原浦（小川原浦小川原浦名 → 小川原浦名）- 行政区名は「小ヶ浦」。
- 小長井町新田原（小川原浦新田原名 → 新田原名）- 「小ヶ浦」行政区の一部。
- 小長井町田原（小川原浦田原名 → 田原名）
- 小長井町井崎（井崎井崎名 → 井崎名）
- 小長井町遠竹（井崎遠竹名 → 遠竹名）

## 脚註
1. ↑  角川日本地名大辞典 42 長崎県「諫早町（近代）」
2. ↑  “長崎県公報第1511号”.  長崎県. 2017年3月2日閲覧。
3. ↑  川内町における「町」はtownを意味する接尾語でなく「せまち（畝）」を意味する。
4. ↑  新市の住所表示一覧（PDF） 県央地区一市五町合併協議会（国立国会図書館インターネット資料収集保存事業）